# Wybory parlamentarne na Wyspach Owczych w 1906 roku
Wybory parlamentarne na Wyspach Owczych w 1906 roku odbyły się 18 lipca 1906. Wybrano w nich 20 reprezentantów do Løgtingu – farerskiego parlamentu. Były to pierwsze wybory na Wyspach Owczych po reformie ustrojowej. Brały w nich udział dwie partie: Sambandsflokkurin oraz Sjálvstýrisflokkurin.

## Wyniki wyborów do Løgtingu
Wyniki wyborów przedstawiały się następująco:
| Nazwa partii         | Głosy | % głosów (zmiana) | % głosów (zmiana) | Mandaty (zmiana) | Mandaty (zmiana) | % mandatów |
| -------------------- | ----- | ----------------- | ----------------- | ---------------- | ---------------- | ---------- |
| Sambandsflokkurin    | 961   | 62,4%             | −                 | 12               | −                | 60,0%      |
| Sjálvstýrisflokkurin | 579   | 37,6%             | −                 | 8                | −                | 40,0%      |
| Razem                | 1 540 | 100%              | –                 | 20               | –                | 100%       |
| Frekwencja:          |       |                   |                   |                  |                  |            |